# Lijst van voetbalinterlands Libanon - Vietnam
Deze lijst van voetbalinterlands is een overzicht van alle officiële voetbalwedstrijden tussen de nationale teams van Libanon en Vietnam. De landen speelden tot op heden vier keer tegen elkaar. De eerste ontmoeting, een kwalificatiewedstrijd voor het Wereldkampioenschap voetbal 2006, werd gespeeld in Nam Định op 31 maart 2004. Het laatste duel, een kwalificatiewedstrijd voor de Azië Cup 2011, vond plaats op 6 januari 2010 in Sidon.

## Wedstrijden
| № | Plaats   | Datum            | Competitie                 | Wedstrijd         | Uitslag |
| - | -------- | ---------------- | -------------------------- | ----------------- | ------- |
| 1 | Nam Định | 31 maart 2004    | WK 2006 kwalificatie       | Vietnam – Libanon | 0 – 2   |
| 2 | Beiroet  | 17 november 2004 | WK 2006 kwalificatie       | Libanon – Vietnam | 0 – 0   |
| 3 | Hanoi    | 14 januari 2009  | Azië Cup 2011 kwalificatie | Vietnam – Libanon | 3 – 1   |
| 4 | Sidon    | 6 januari 2010   | Azië Cup 2011 kwalificatie | Libanon – Vietnam | 1 – 1   |

## Samenvatting
| Competitie            | Totaal gespeeld | Winst Libanon | Gelijk | Winst Vietnam | Doelsaldo Libanon – Vietnam |
| --------------------- | --------------- | ------------- | ------ | ------------- | --------------------------- |
| WK-kwalificatie       | 2               | 1             | 1      | 0             | 2 − 0                       |
| Azië Cup-kwalificatie | 2               | 0             | 1      | 1             | 2 − 4                       |
| Totaal                | 4               | 1             | 2      | 1             | 4 − 4                       |

FLFA · 
A-internationals · 
Libanees vrouwenelftal
1940 – 1949 · 
1950 – 1959 · 
1960 – 1969 · 
1970 – 1979 · 
1980 – 1989 · 
1990 – 1999 · 
2000 – 2009 · 
2010 – 2019 ·
2020 − 2029
Afghanistan ·
Algerije ·
Armenië ·
Australië ·
Bahrein ·
Bangladesh ·
Bhutan ·
Bulgarije ·
Cambodja ·
China ·
Cyprus ·
Djibouti ·
Ecuador ·
Egypte ·
Equatoriaal-Guinea ·
Estland ·
Filipijnen ·
Gabon ·
Georgië ·
Hongarije ·
Hongkong ·
India ·
Irak ·
Iran ·
Jemen ·
Jordanië ·
Kazachstan ·
Kirgizië ·
Koeweit ·
Laos ·
Libië ·
Malediven ·
Maleisië ·
Malta ·
Marokko ·
Mauritanië ·
Mongolië ·
Montenegro ·
Myanmar ·
Namibië ·
Nieuw-Zeeland ·
Noord-Korea ·
Noord-Macedonië ·
Oeganda ·
Oezbekistan ·
Oman ·
Oost-Timor ·
Pakistan ·
Palestina ·
Qatar ·
San Marino ·
Saoedi-Arabië ·
Singapore ·
Slowakije ·
Soedan ·
Somalië ·
Sri Lanka ·
Syrië ·
Tadzjikistan ·
Thailand ·
Tsjechië ·
Tunesië ·
Turkije ·
Turkmenistan ·
Vanuatu ·
Verenigde Arabische Emiraten ·
Vietnam ·
Zuid-Korea
VFF · 
A-internationals · 
Vietnamees vrouwenelftal
1991 – 1999 ·
2000 – 2009 ·
2010 – 2019 ·
2020 − 2029
Afghanistan ·
Albanië ·
Australië ·
Bahrein · 
Bangladesh · 
Bosnië en Herzegovina · 
Cambodja · 
China · 
Curaçao ·
Estland · 
Filipijnen · 
Guam · 
Guinee ·
Hongkong · 
India · 
Indonesië · 
Irak ·
Iran · 
Jamaica · 
Japan ·
Jemen · 
Jordanië ·
Kazachstan · 
Kirgizië ·
Koeweit · 
Laos · 
Libanon · 
Macau · 
Malediven · 
Maleisië · 
Mongolië · 
Mozambique ·
Myanmar · 
Nepal · 
Noord-Korea ·
Oezbekistan · 
Oman · 
Palestina ·
Qatar ·
Rusland ·
Saoedi-Arabië · 
Singapore · 
Sri Lanka · 
Syrië · 
Tadzjikistan · 
Taiwan · 
Thailand · 
Turkmenistan · 
Verenigde Arabische Emiraten · 
Zimbabwe · 
Zuid-Korea